# Agostinho Nunes de Magalhães
Agostinho Nunes de Magalhães foi um colonizador português que fundou a cidade brasileira de Serra Talhada, no estado de Pernambuco por volta de 1730 foi também tetravô do político pernambucano Agamenon Magalhães.